# Ignorancia deliberada
La ignorancia deliberada (en inglés Willful ignorance) es un concepto jurídico originario del derecho anglosajón consistente en la situación que ocurre cuando una persona busca evitar incurrir en responsabilidad civil o penal por un acto ilegal ignorando intencionalmente hechos que la harían responsable o implicada En el caso Estados Unidos contra Jewell, el tribunal sostuvo que la prueba de ignorancia deliberada satisfacía el requisito de conocimiento para la posesión e importación criminal de drogas.

## Descripción
El concepto también se aplica para describir situaciones en las que las personas desvían intencionalmente la atención de una cuestión ética considerada importante por los proponentes del término; por ejemplo, porque la cuestión es demasiado perturbadora para que la gente quiera abordarla domine sus pensamientos, o sabiendo que resolver el problema requeriría un esfuerzo considerable.